# Гомрай великий
Гомрай великий (Buceros rhinoceros) — вид птахів родини птахів-носорогів (Bucerotidae). Національний птах Малайзії.

## Поширення
Вид поширений на Малайському півострові, на Суматрі, Борнео та Яві. Мешкає у первісних тропічних вологих лісах.

## Опис
Птах завдовжки 80-90 см. Самці важать від 2465 до 2960 грамів, а самиці можуть досягати від 2040 до 2330 грамів. Шолом на дзьобі великий, на кінчику сильно загнутий догори. Дзьоб і шолом зазвичай білі, але протягом більшої частини життя тварини вони мають помаранчево-червоне забарвлення, оскільки птах постійно треться дзьобом об залозу, що розташована трохи нижче хвоста, яка виділяє рідину цього кольору. Голова, шия, верхні частини, крила, груди і нижня частина до стегон мають чорне забарвлення з блакитними відблисками. Стегна, нижня частина живота, анальна область, нижня поверхня хвоста, круп і підхвіст білі. Хвіст чисто білий, з широкою чорною смугою, розміщеною на двох третинах його довжини. Лапи коричнево-чорні. Обидві статі мають майже однакове оперення, але відрізняються кольором райдужної оболонки: червоний обведений чорним у самця, білий обведений червоним у самок. Вії червоні.

## Спосіб життя
Харчується стиглими фруктами, комахами, маленькими ящірками і навіть дрібними птахами. Сезон гніздування триває з січня по квітень. Після спарювання самиця відкладає яйця в порожнині дерев. Самець замуровує самицю в гнізді, залишаючи достатньо широку щілину, щоб годувати її. Виводок містить 1 або 2 білих яйця, насиджування яких триває від 37 до 42 днів.

## Підвиди
- B. r. borneoensis Schlegel e S. Müller, 1845, ендемік Борнео;
- B. r. rhinoceros Linnaeus, 1758, широко поширений на півдні Таїланду , півострова Малайзія і Суматра;
- B. r. silvestris Vieillot, 1816, ендемік Яви.